# 코플랜드구

코플랜드구의 위치

코플랜드구(영어: Borough of Copeland)는 잉글랜드 컴브리아주에 위치한 비도시 자치구로 중심 도시는 화이트헤이븐이며 인구는 69,832명(2014년 기준), 면적은 731.7km2이다.